# São Francisco do Conde
São Francisco do Conde is een gemeente in de Braziliaanse deelstaat Bahia. De gemeente telt 31.699 inwoners (schatting 2009).

## Aangrenzende gemeenten
De gemeente grenst aan Candeias, Madre de Deus, Santo Amaro, São Sebastião do Passé en Saubara.

## Geboren
- Cléber Reis (1990), voetballer